# Juan Miguélez Mendaña Osorio
Juan Miguélez Mendaña Osorio (Cubillos del Sil, León, 17 de septiembre de 1656 - Tortosa, 15 de diciembre de 1717) fue un eclesiástico y hombre de estado español, consejero de la inquisición, presidente de la chancillería de Granada, consejero de Castilla y obispo de Tortosa. 

## Biografía

### Primeros años
Estudió el Colegio Mayor de Oviedo de Salamanca; fue canónigo de Astorga, provisor y gobernador de su diócesis. Posteriormente ocupó el puesto de presidente del tribunal de la inquisición de Granada, y en 1696 el inquisidor general Juan Tomás de Rocabertí le nombró consejero del Tribunal de la Suprema en Madrid.

### Prisión
En sus competencias como consejero de la inquisición, en 1699 fue uno de los miembros del tribunal que estudiaron las acusaciones contra Froilán Díaz, confesor del rey Carlos II. Ante las sospechas de que el delicado estado de salud del rey fuese debido a un maleficio, Rocabertí y Díaz habían dirigido los exorcismos que a efectos de su curación se efectuaron. Muerto el inquisidor Rocabertí, su sucesor Baltasar de Mendoza y Sandoval ordenó el arresto y proceso de Díaz por el Santo Oficio bajo los cargos de herejía. El tribunal calificador, del cual era miembro Juan Miguélez, absolvió a Díaz de sus cargos, pero Mendoza, descontento con el veredicto, dispuso arbitrariamente su prisión, la jubilación forzosa de los miembros del tribunal Antonio Zambrana y Juan de Arzamendi, el destierro de su secretario Domingo de la Cantolla y el arresto de Miguélez, que fue recluido en el colegio de la Compañía de Jesús de Santiago de Compostela en agosto de 1700.

### Rehabilitación
En 1703, con el país envuelto en la guerra de sucesión que siguió a la muerte de Carlos II, el nuevo rey Felipe V ordenó la reapertura del proceso contra Díaz, que culminó en septiembre de 1704 con la liberación de éste, la rehabilitación de todos los miembros del tribunal (incluido Miguélez) y el destierro del inquisidor Mendoza.
En 1705 Miguélez fue designado para ocupar el puesto de presidente de la Real Chancillería de Granada, en cuyas atribuciones debió afrontar la implantación de los Decretos de Nueva Planta, y al año siguiente fue nombrado miembro del Consejo Real de Castilla.  En 1715 se le concedió la diócesis de Tortosa, donde murió dos años después.
| Predecesor: José Uriarte Isunza       | Presidente de la Chancillería de Granada 1705 - 1715 | Sucesor: Manuel de Fuentes y Peralta |
| Predecesor: Silvestre García Escalona | Obispo de Tortosa 1715 - 1717                        | Sucesor: Bartolomé Camacho y Madueño |